# Brachionidium neblinense
Brachionidium neblinense är en orkidéart som beskrevs av Germán Carnevali och Ivón Mercedes Ramírez Morillo. Brachionidium neblinense ingår i släktet Brachionidium och familjen orkidéer. Inga underarter finns listade i Catalogue of Life.